# Manhouce
Manhouce is een plaats (freguesia) in de Portugese gemeente São Pedro do Sul en telt 836 inwoners (2001).